# پاپی.کامپیوتر
پاپی.کامپیوتر (به انگلیسی: Poppy.Computer) نخستین آلبوم استودیویی از خواننده-ترانه‌پرداز آمریکایی پاپی می‌باشد که در ۶ اکتبر سال ۲۰۱۷ از سوی مد دیسنت منتشر گردید. این آلبوم شدیداً تحت تأثیر موسیقی و فرهنگ ژاپنی قرار دارد و از لحاظ موسیقیایی آلبومی آرت پاپ می‌باشد.

## پاپی.ریمیکسز
پاپی.ریمیکسز (به انگلیسی: Poppy.Remixes) آلبوم چندآهنگهٔ ریمیکس از پاپی می‌باشد که در ۱۶ مارس سال ۲۰۱۸ به‌صورت دیجیتالی از سوی مد دیسنت منتشر گردید. این ئی‌پی حاوی یک ریمیکس از «اینتروب» و چهار ریمیکس از «موشی موشی» که در اصل در پاپی.کامپیوتر قرار دارند، است.